# Ачарупарамбил, Даниэль
Даниэль Ачарупарамбил  (малаял. ഡാനിയൽ അച്ചാരുപറമ്പിൽ , 25 мая 1939 — 26 октября 2009, Керала) — католический архиепископ архиепархии Вераполи.

## Биография
В мае 1956 года вступил в монашеский орден кармелитов. Обучался в понтификальной семинарии святого Иосифа. 14 мая 1966 года был рукоположён в сан священника. Изучал индийскую философию в индийском университете штата Керала, после окончания которого получил диплом бакалавра в области экономики. Там же защитил лицензиат по индийской философии, после чего продолжил образование в папском университет в Пуне и индуистском университете в Варанаси.
С 1972 года преподавал в Папском университете Urbiana в Риме. В 1978 году в Римском папском университете святого Фомы Аквинского получил научное звание доктора философии.
В 1986 году был назначен деканом факультета миссиологии в Папском университете Urbiana.
С 1990 года в течение пяти лет был членом Папского совета по межрелигиозному диалогу.
5 августа 1996 года был назначен архиепископом Вераполи. 3 ноября 1996 года был рукоположён в епископа кардиналом Иосифом Томко. В этот же день получил от Римского папы Иоанна Павла II палий.
С 24 октября 2008 года по 8 мая 2009 исполнял обязанности апостольского администратора епархии Кочина.